# Zulfiya Umidova
Zulfia Ibragimovna Umidova (* 1. Juni 1897, in Taschkent,  Provinz Sirdaryo, Sowjetunion; † 1980) war eine sowjetische Kardiologin und korrespondierendes Mitglied der Akademie der Medizinischen Wissenschaften der UdSSR (1948).

## Leben
Sie schloss die Taschkenter Mädchengymnasium mit einer Medaille ab, bestand die Prüfungen für das Reifezeugnis und trat in das Petrograder Frauenmedizinische Institut ein, wo sie bis April 1918 studierte. Von 1918 bis 1920 arbeitete sie im 159. Evakuierungskrankenhaus des Volkskommissariats Turkestan in Taschkent und von 1920 bis 1922 war sie Instrukteurin beim Volkskommissariat für Gesundheit. Im Jahr 1922 schloss sie ihr Medizinstudium an Nationalen Universität Usbekistan ab und arbeitete anschließend als Assistenzärztin in der Krankenhaustherapie-Klinik. Von 1926 bis 1930 war sie Assistenzärztin im 2. Städtischen Krankenhaus.
Im Jahr 1930 kehrte sie zum Taschkenter Medizinischen Institut zurück, wo sie als Assistentin und später als Dozentin in der Krankenhaustherapie-Klinik tätig war (1937–1944). Von 1945 bis 1969 leitete sie den Lehrstuhl und die Krankenhaustherapie-Klinik. Im Jahr 1937 erhielt sie aufgrund ihrer wissenschaftlichen Arbeiten den akademischen Grad eines Kandidaten der medizinischen Wissenschaften. Im Jahr 1946 verteidigte sie ihre Doktorarbeit zum Thema Das Herz-Kreislauf-System eines gesunden Menschen und die Besonderheiten der Klinik des Myokardinfarkts sowie anderer Formen der koronaren Insuffizienz unter Bedingungen eines heißen Klimas.
Im Jahr 1948 wurde sie zum korrespondierenden Mitglied der Akademie der medizinischen Wissenschaften gewählt. Von 1970 bis 1975 arbeitete sie als Professorin und Beraterin in der Krankenhaustherapie-Klinik. Über viele Jahre hinweg war sie führende Beraterin des Hauptvierten Direktorats des Gesundheitsministeriums der Republik. Im Jahr 1944 wurde ihr der Titel Verdienter Arzt verliehen, später wurde sie zur Verdienten Wissenschaftlerin und Technikerin Usbekistans ernannt.
Sie wurde dreimal zum Abgeordneten des Stadtrats von Taschkent gewählt (1961, 1965, 1967) und war Abgeordnete des Obersten Sowjets von Karakalpakistan (1951). Sie nahm an den Kongressen demokratischer Frauen in Budapest (1946) und Helsinki (1951) teil und war Teil einer Delegation nach Indien (1952).

## Wissenschaftliche Werke
Als Fachexpertin auf dem Gebiet der Physiologie und Kardiologie verfasste sie ihre ersten Arbeiten zur Kardiologie in Zusammenarbeit mit den Professoren G.F. Mankus und I.A. Kassirsky. Diese befassten sich mit der elektrokardiographischen Untersuchung von Malaria und Avitaminosen.
Später beschäftigte sie sich gemeinsam mit Mitarbeitern ihres Lehrstuhls mit Fragen der Physiologie und Pathologie des Herz-Kreislauf-Systems unter Bedingungen eines heißen Klimas. Unter ihrer direkten Beteiligung wurden biochemische Untersuchungen durchgeführt. Unter ihrer Leitung wurden die ersten epidemiologischen Untersuchungen in Andijan durchgeführt, um die Verbreitung der koronaren Herzkrankheit und der arteriellen Hypertonie in zwei großen Bezirken von Taschkent zu untersuchen. Sie untersuchte das klinische Bild des akuten Myokardinfarkts, der Atherosklerose, der arteriellen Hypertonie sowie die Rolle der vorherigen Akklimatisierung und die Mechanismen der Anpassung, Rheuma und erworbene Herzfehler (sie beschrieb Veränderungen als frühe Anzeichen einer rheumatischen Myokarditis). In den 70er Jahren erforschte sie die Auswirkungen eines heißen Klimas als dauerhaft wirkenden Umweltfaktor auf das Herz-Kreislauf-System.
Sie arbeitete daran, die Klinik mit moderner Ausrüstung auszustatten und informative Diagnose- und Behandlungsmethoden in die Praxis einzuführen, wie die systematische Verwendung des italienischen Phonokardiografen „Galileo“, Belastungsproben (Fahrradergometrie, Master-Test) und pharmakologische Proben mit Nitroglycerin und Obzidan. Sie untersuchte das äußere Atmungssystem und den Sauerstofftherapieraum, der mit Sauerstoffzelten mit zentraler Sauerstoffzufuhr ausgestattet war.
Sie ist Autorin von 80 wissenschaftlichen Arbeiten, darunter drei Monografien: „Fragen der Klimatophysiologie“ (1939), „Physiologie und Pathologie des Herz-Kreislauf-Systems unter Bedingungen eines heißen Klimas“ (1949) und „Aufsätze zur Kardiologie eines heißen Klimas“ (1975).
Unter ihrer Leitung wurden 32 Dissertationen auf Kandidatenebene und 3 Doktorarbeiten verteidigt.
Sie arbeitete eng mit der Gesellschaft „Знание“(Wissen) zusammen und hielt Vorträge auf Usbekisch und Russisch.
Sie leitete wissenschaftliche Gesellschaften für Innere Medizin und Kardiologie der Republik, war Herausgeberin der Abteilung „Kardiologie“ des „Großen Medizinischen Enzyklopädie“ (3. Auflage) und Mitglied des Vorstands der Kardiologen- und Therapeutenvereinigungen sowie des Redaktionsrates der Zeitschriften „Kardiologie“ und „Therapeutisches Archiv“ sowie der Internationalen Vereinigung der Therapeuten.

## Auszeichnungen
- Zwei Orden des Roten Banners der Arbeit